# Wasteland
『Wasteland』（ウェイストランド）は、Interplay Productionsが開発し、コモドール64・Apple II・DOS向けに初めて1988年にエレクトロニック・アーツから発売された終末もののコンピュータロールプレイングゲームである。地球が「Wasteland」という肩書に変わってしまった核戦争から数十年後の世界を舞台にしている。本作は、2013年に現在の著作権者であるinXile Entertainmentから、Microsoft Windows・OS X・GNU/Linux向けに再発売された。
高い評価を得た『Wasteland』は、エレクトロニック・アーツの『Fountain of Dreams(英語版)』とInterplayの『Meantime(英語版)』という2つに分割された続編が続く予定であったが、制作中止になった。ただし、本作の設定やコンセプトは、Interplayの後年のゲームでありFallout シリーズとして成功し続いた『Fallout』の土台となった。直接の続編である『Wasteland 2』は現在inXile Entertainmentにより製作中である。

## ゲーム内容
本作の構造は、『Wasteland』のデザイナーのケン・セント＝アンドレやミシェル・スタックポールが作ったテーブルトークRPGのトンネルズ&トロールズやMercenaries, Spies and Private Eyesに使われているものに直接的に基づいている。そのために『Wasteland』のキャラクターは、異なるスキルや武器を使えるようになる多様なステータス(中でも、力、賢さ、運)を持つ。経験値は戦いやスキルの使用から得られる。本作は概してプレイヤーに多様な戦術で前進させる。例えば、鍵がかかった門を通り抜けるのにも、プレイヤーはアンロックスキルや、クライムスキルや腕力を使うことができる。あるいは、門をバールやLAW Rocketでこじ開けることもできる。
プレイヤーのパーティーは4人のキャラクターで始まり、『Wasteland』の特定の市民やクリーチャーを最大7人までパーティーに加えることができる。ゲームを進めるとパーティーに加えることができる多くのNPCに出会う。NPCは、当時の他のコンピュータRPGのNPCと異なり、プレイヤーに命じられても一時的にアイテムを諦めたり、行動を起こすのを拒否する可能性がある。 本作はこのような高度なゲーム構造と高い難易度に加え、「細く赤いパスタにしあげてやった」や「血のソーセージみたいに爆発」のような戦闘時の散文で有名であり、アメリカ合衆国のゲームパッケージには非公式のPG-13ステッカーが貼付された。
『Wasteland』はゲーム世界の変化が逐次保存・変更されるパーシステントワールドを特徴とするゲームの先駆けだった。ゲームのエリアに後で戻ると、エリアはその状態のままで初期化されることはない。当時のゲームでは、エリア外に出て再び戻ると状態が一旦リセットされるのが普通だった。1988年のパソコンではHDDのような大容量の記憶装置がまだ標準的ではなく、説明書が指示する通りに、オリジナルのゲームディスクは上書きを防止するために最初にコピーしなければならなかった（デュプリケイトディスクの作成）。
また、ゲーム進行上の適切なタイミングで読むようにプレイヤーに指示されたパラグラフブックが付属していたことがある。これらは手掛かりを含む遭遇や会話を説明するもので、ゲームの重要な構成要素となっていた。ゲームのストーリーをゲームのコードに直接記述するのではなく、そのほとんどを印刷して提供することで、当時の不足しがちなストレージの容量を節約した。また、ゲームをコピーしてプレイしようとするプレイヤーはストーリーの大半を知ることができない上に、ゲームの進行に必要な手がかりが分からなかったので、パラグラフブックは原始的なコピープロテクションとしても機能した。加えて、指示されていないのにパラグラフを読むプレイヤーをミスリードするために、火星へのミッションに関する完全に無関係なストーリーや、キャラクターの性別変更や爆弾の起爆にまで及ぶ結果でチーターをからかう嘘のパスワードまで含まれていた。

## あらすじ
1998年の世界規模の核戦争後の2087年、自らをデザートレンジャーズと呼ぶアメリカ陸軍のわずかな残党がアメリカ合衆国南西部を拠点にしている。デザートレンジャーズのチームは近隣地域で起こった一連の騒乱の調査を任務にしており、ゲームを通して世界滅亡後のラスベガスなどの残された人類の文明の居留地を探索する。
ゲームの過程で、プレイヤーのパーティーは本作の地域と、最終的には全世界で人類に残されたものを根絶しかねないさらなる脅威の証拠を発見する。それは、生き延びた軍事施設Base Cochiseで動作し、殺人機械とサイボーク化された人間の軍隊を構築して居留地を攻撃している戦前のAIコンピューターである。マックスという名の戦前のアンドロイドの手を借り、プレイヤーは基地でコンピュータに立ち向かって、基地の原子炉を臨界させることで止めるために必要なテクノロジーと武器を取り戻していく。

## 発売
開発に5年を費やし発売された『Wasteland』は、まずApple II向けに販売され、1988年にCommodore 64やPC（DOS）に移植された――1987年がApple版のタイトルスクリーンに表示されていたので、（誤って）1987年に発売されたと記載されていることがある。どのバージョンでもゲーム内容に変わりはなかったけれど、EGA PC移植はグラフィックを向上させた(CGA版もあった)が、C64は最高の音質を誇った。PC版は、キャラクターを最初に作成したときにだけ購入することができる「コンバット・シューティング」という追加スキルがあるところが異なっていた。
『Wasteland』は、1995年に Interplay's 10 Year Anthology: Classic Collection の一環として再発売され、1998年にはInterplayのDragonPlayレーベルを通じて『Ultimate RPG Archives』にも同梱された。これらの後年の同梱発売は、ゲームのマップをリセットできるようにし、同時にプレイヤーの元々のレンジャーズのチームを保管するオリジナルのセットアッププログラムを欠かしていた。ジェレミー・リーバンは、この機能をエミュレートする非公式(かつ無保証の)プログラムを書いた。2013年11月12日にinXile Entertainmentは、GOG.comでPCとMac用に本作を『Wasteland: The Original Classic』とリブランドして再発売した。翌日、本作はPCとMac、Linux用にSteamでも再発売された。

## 評価
『w:Computer Gaming World』は、『Wasteland』に1988年のアドベンチャーゲーム・オブ・ザ・イヤー賞を授与した。その年のこの雑誌のレビューは、特に優れた要素として「プレイしやすさや話の豊かさ、問題解決要求、スキルとタスクシステム、グラフィック表示」に言及した。1991年の別のレビューでも好意的に本作をレビューし、「市場に存在する唯一のきちんとデザインされた核戦争後のゲーム」と呼んだ。オースン・スコット・カードはen:Compute!で『Wasteland』に賛否両面の批評を送り、サイエンス・フィクションの要素と設定を賞賛したが、「ミュータントのうさぎはつまらないものにもなりうる。これはまだ、ウルティマのシリーズ作を意味のあるものにする包括的なストーリーのないモンスターを殺してお宝を手に入れるゲームだ。」と述べた。しかしながら、この雑誌の別の作家は本作を賞賛し、その一本道でないデザインや複数のパズルの解法、目標のあやふやな正体、カスタマイズできるプレイヤー・ステータスに言及した。1992年に、『Computer Gaming World』は、この「戦闘と問題解決の古典的なミックス」は1988年の読者のお気に入りだったと書き、「『Wasteland』のプレイヤーキャラクターに対するNPCの関わり方や倫理的ジレンマに対処することの疑問、スキルの取り扱いが、このゲームを特別なものにしている」と加えた。
本作は、『Computer Gaming World』読者の「歴代お気に入り」の1990年の調査では、4番目に高い投票数を得た。1996年に『Computer Gaming World』は、本作が「『本当の』人間であるかのように振る舞う」プレイヤーのパーティーのコンセプトを導入したことで、歴代最高のPCビデオゲームの第9位として本作を評価した。2000年に 『Wasteland』は『IGN』による歴代のトップPCゲームで24位にランクインし、「これまでの名誉あるPCゲームに対して、最高のRPGの一つ」や「当時、真に革新的だったRPG」と呼ばれた。2012年のEurogamerのレトロレビューによると、「今でも、それは他に類を見ないRPGの世界や体験……いじくり回せるパズルやキャラクターやもので満ちた完全に崩壊した文明を提供している。そして、わずか1メガバイトにも満たないスペースに魔法でも使ったのかのようにすべて押し込まれている。」同年の『IGN』のレトロ記事によると、「時は『Wasteland』に優しくはなかったけれど、その核となるコンセプトはいまだ受け継がれている。」

## 遺産

### 続編の試み
『Wasteland』の後に、戦後のフロリダが舞台となっており、あまり成功しなかったが続編のはずであった『Fountain of Dreams』が1990年に発売された。土壇場になってエレクトロニック・アーツは『Wasteland』の続編としてそれを宣伝しないことにした。『Wasteland』の製作陣は誰も『Fountain of Dreams』に関わらなかった。
Interplay自体は『Meantime』に携わっていた。『Wasteland』のゲームエンジンや世界観に基づいているが、ストーリーのつながりはなかった。『Meantime』の製作はほとんど終わりかけであり、ベータバージョンが出たが、ゲームの製品版は8ビットのコンピューターゲーム市場が衰退した時にキャンセルされた。

### Fallout
Interplayは1997年のゲームのFallout シリーズを『Wasteland』の精神的続編と説明した。IGNによると、「EAのふしくれだった指から『Wasteland』の版権を獲得できなかったInterplayの無力さは現に、まず第一に『Fallout』を作り上げることにまで導いた。」 『Wasteland』のオマージュ要素は『Fallout 2』にも存在する Fallout シリーズのすべてのゲームはキャラクターに「ウェイストランド」と説明される世界に設定されている(例えば、『Fallout Tactics: Brotherhood of Steel』の「ミッドウェスト・ウェイストランド」や『Fallout 3』の「キャピタル・ウェイストランド」)。『Fallout』の世界観で有名なものに発端がデザートレンジャーズや『Wasteland』の旧体制の守護者に似ている軍事組織のBrotherhood of Steelがある。実際にデザートレンジャーズというグループが『Fallout: New Vegas』に登場する。

### 続編
『Wasteland 2』は現在ブライアン・ファーゴのinXile Entertainmentとクリス・アヴェローンのObsidian Entertainmentによって製作中である。